# DD-925 전주
DD-925 전주는 기어링급 구축함의 하나로, 미국 해군에서는 DD-876 USS 로저스호였으며, 대한민국 해군은 이 배를 1981년 7월 25일에 도입하여 취역시켰다.

## 미국 해군
USS 로저스 호의 이름은 태평양 전쟁 중인 1942년 11월 30일에 솔로몬 제도에서 벌어진 타사파롱가 해전에서 중순양함 CA-32 뉴오를레앙에서 근무하다가 전사한 3형제의 이름을 딴 것이다(잭 E. 로저스 주니어, 찰스 E. 로저스, 에드윈 K. 로저스). 콘솔리데이티드 강철 회사에서 건조했으며, 1944년 6월 3일 텍사스주 오렌지에서 진수되어 1945년 3월 26일에 취역하였다.
미국 제7함대 소속으로 한국 전쟁에도 참전했으며, 1963년 함대 개수 및 현대화 계획(Fleet Rehabilitation and Modernization, FRAM)에 따라 개수되었다. 이후 베트남 전쟁에도 참전하여 통킹만의 소위 양키 스테이션에서 함포 사격 지원, 조종사 구출, 초계 임무 등을 수행했다.
USS 로저스는 미국 해군에서는 1980년에 퇴역하였으며, 1981년 7월 25일 대한민국 해군에 인도되어 전주함으로 개명하여 취역하였다.

## 대한민국 해군
1981년 7월 25일, 대한민국 해군이 도입하였으며 1999년에 퇴역했다. 퇴역 후인 2004년 4월, 상륙함인 화산함과 함께 군함 테마 공원이 되어 충청남도 당진시에 전시 중이다.